# Drechslerei am Erlach

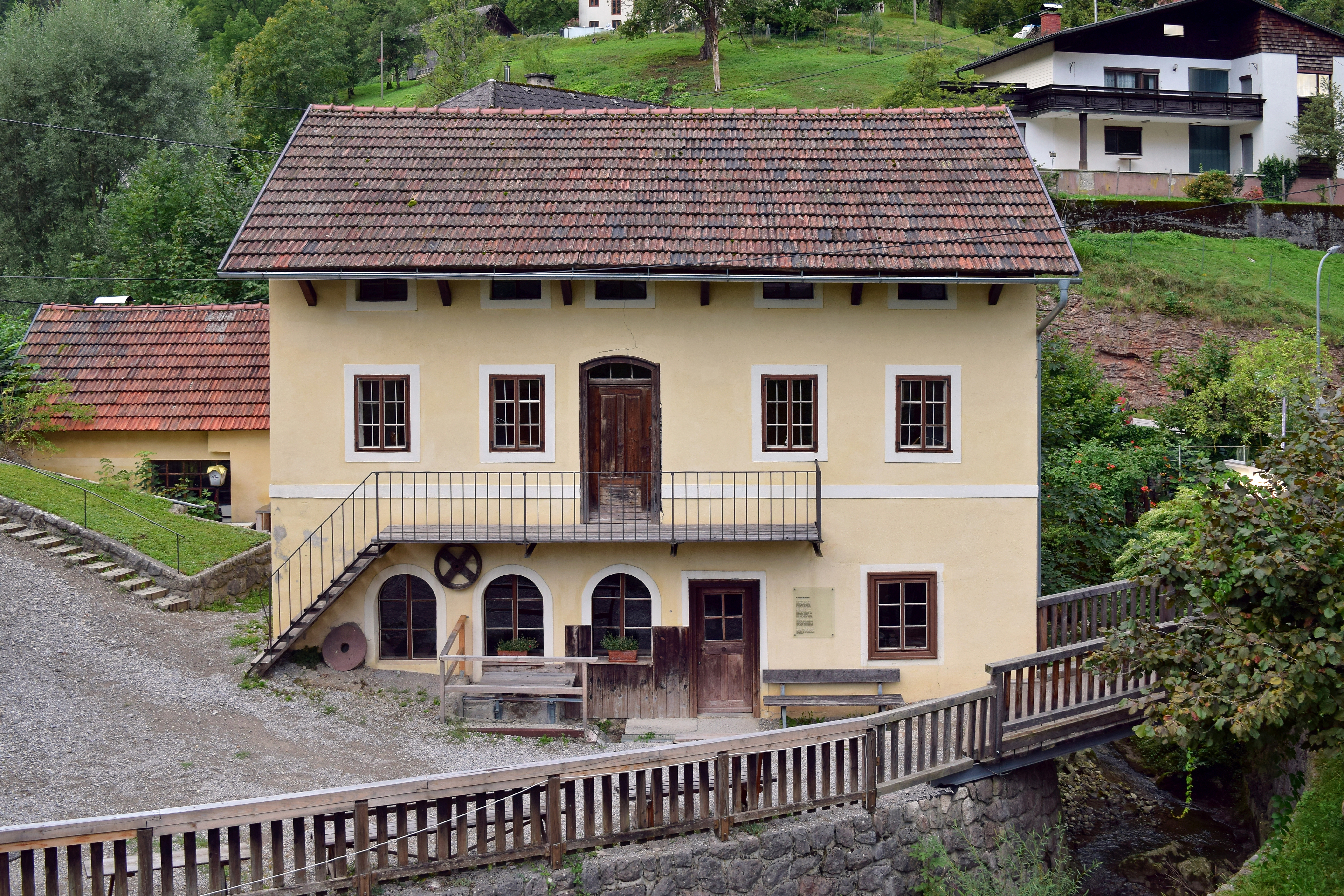
Hauptfront der Drechslerei am Erlach, rechts Zugang über eine Brücke

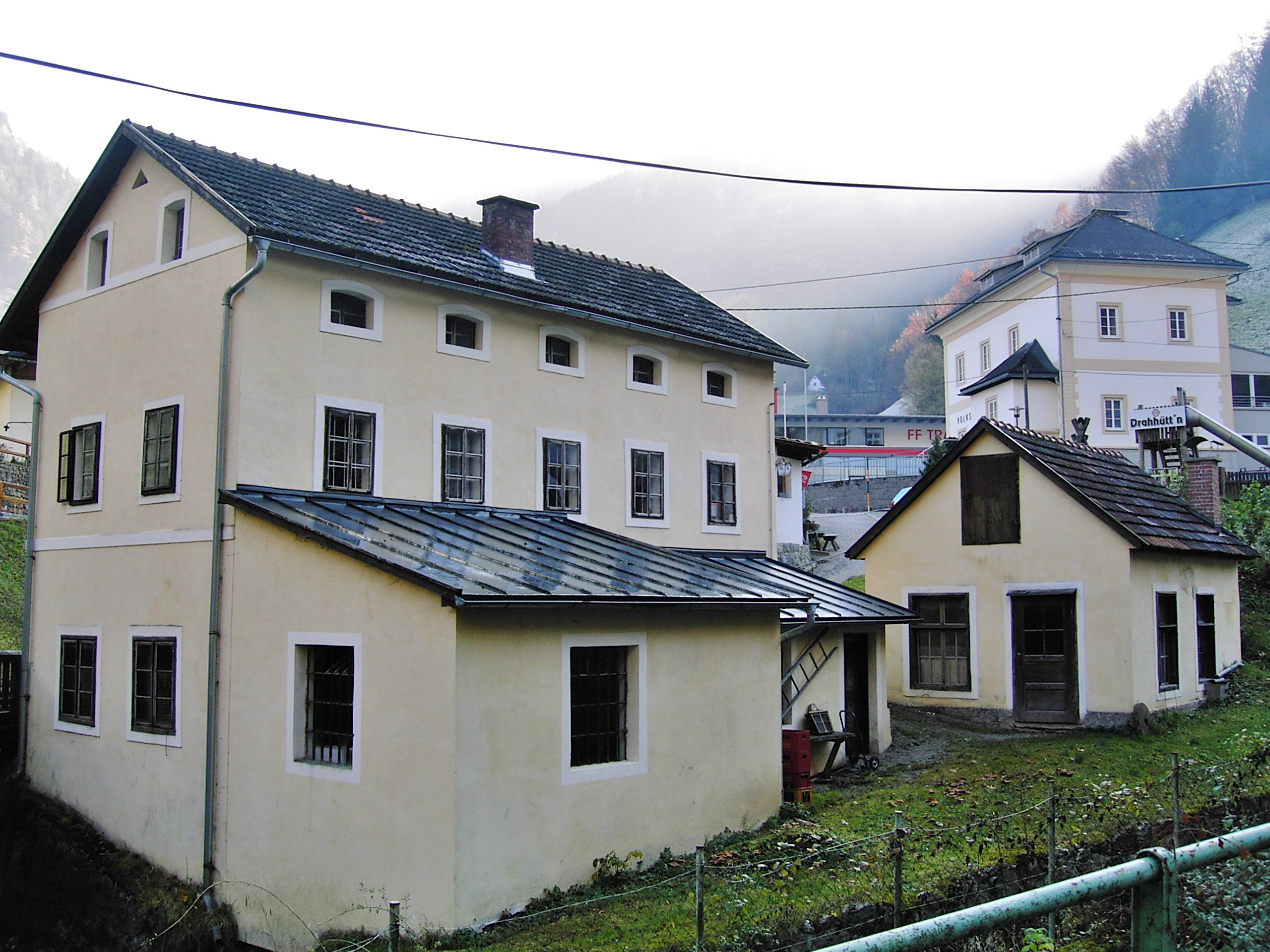
Rückfront der Drechslerei am Erlach im Trattenbachtal

Die Drechslerei am Erlach steht im Trattenbachtal in der Marktgemeinde Ternberg im Bezirk Steyr-Land in Oberösterreich. Die ehemalige Drechslerei und heutiger Teil des Themenweges vom Museumsdorf Tal der Feitelmacher steht unter Denkmalschutz (Listeneintrag).

## Architektur
Dem zweigeschoßigen Haupthaus unter einem Satteldach wurde bachseitig ein eingeschoßiger Anbau unter einem Pultdach beigestellt. Das oberschlächtige Wasserrad am Haupthaus wurde Anfang der 1950er Jahre durch eine Durchströmturbine der Firma Kössler ersetzt und mit einem kleinen Anbau unter einem Pultdach eingehaust. Bachaufwärts steht freistehend ein Einlagerungsschuppen.

## Bilder

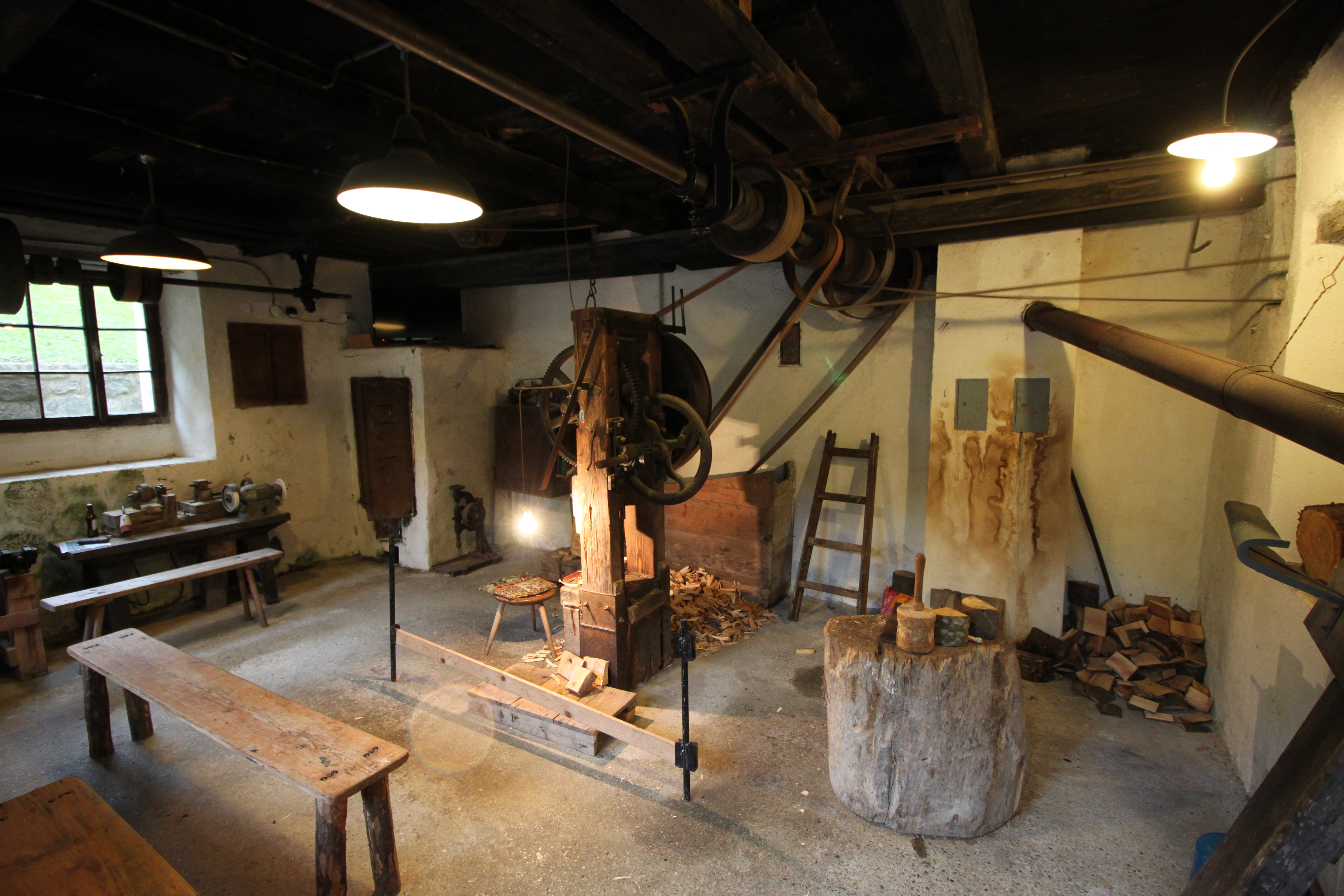
Raum Eins im Erdgeschoß, mittig die Stanze, rechts der Holzhackstock
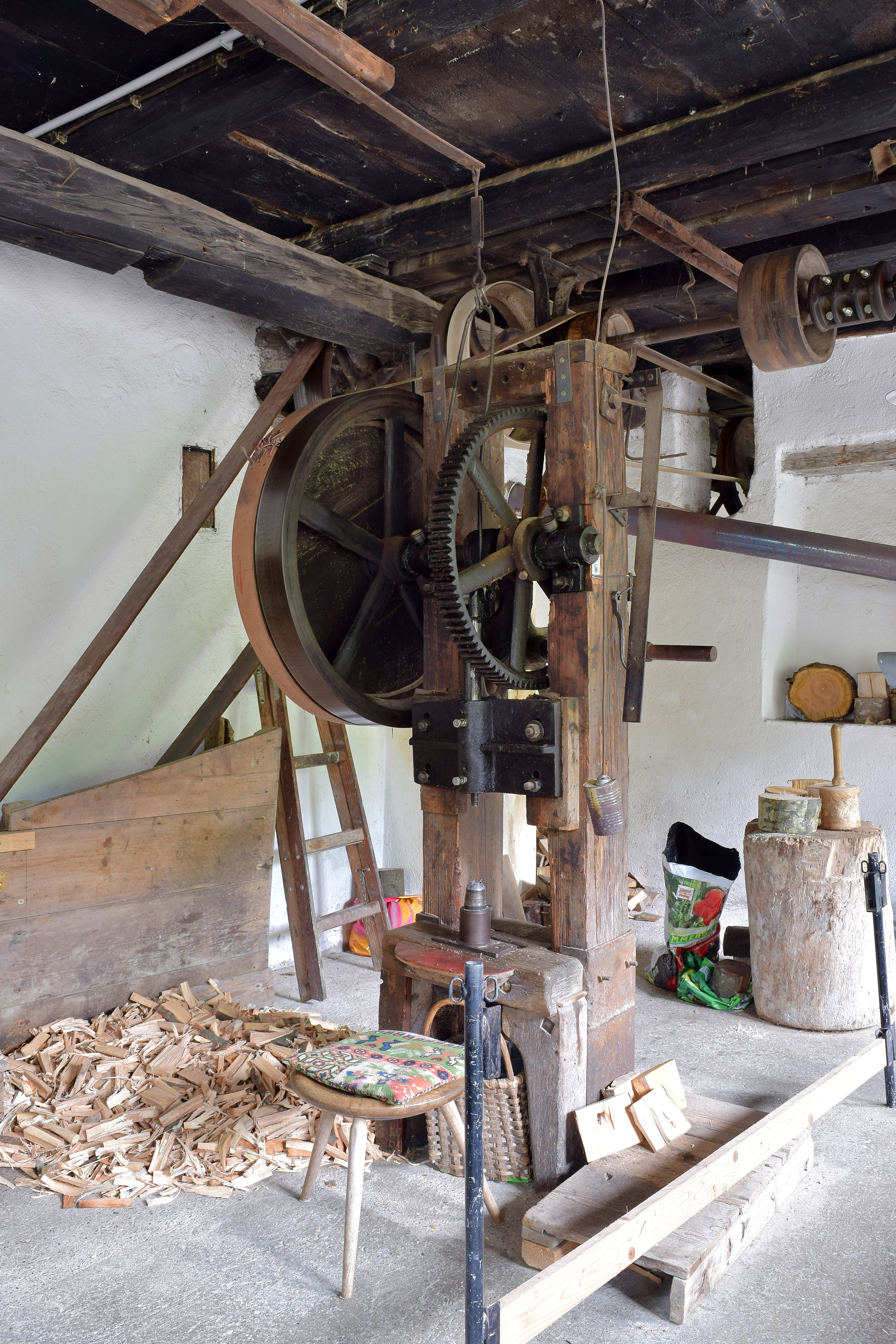
Maschine, mit der die Feitelheft-Rohlinge aus dem Holz gestanzt werden
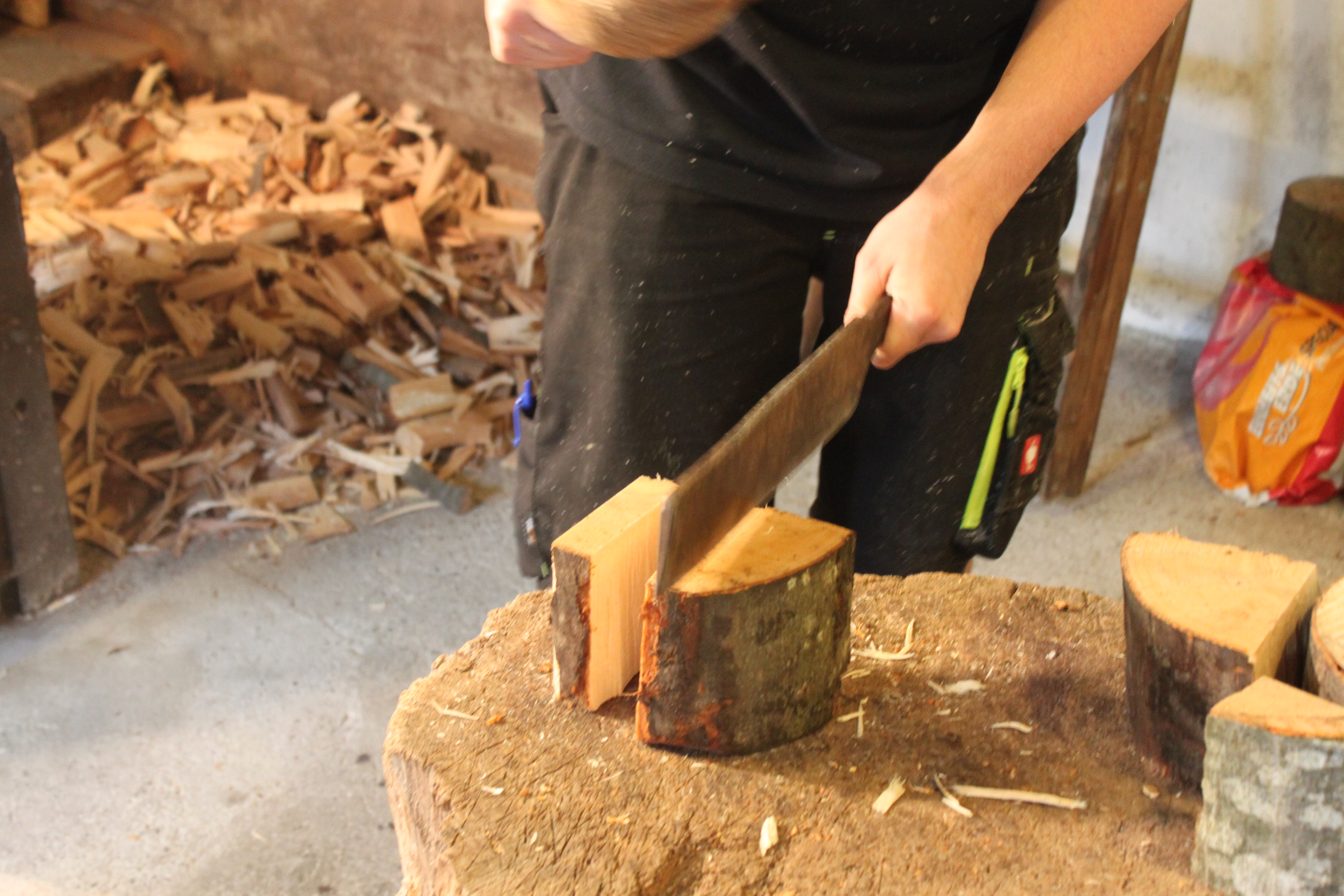
Raum Eins im Erdgeschoß, spalten des Holzes auf die richtige Breite
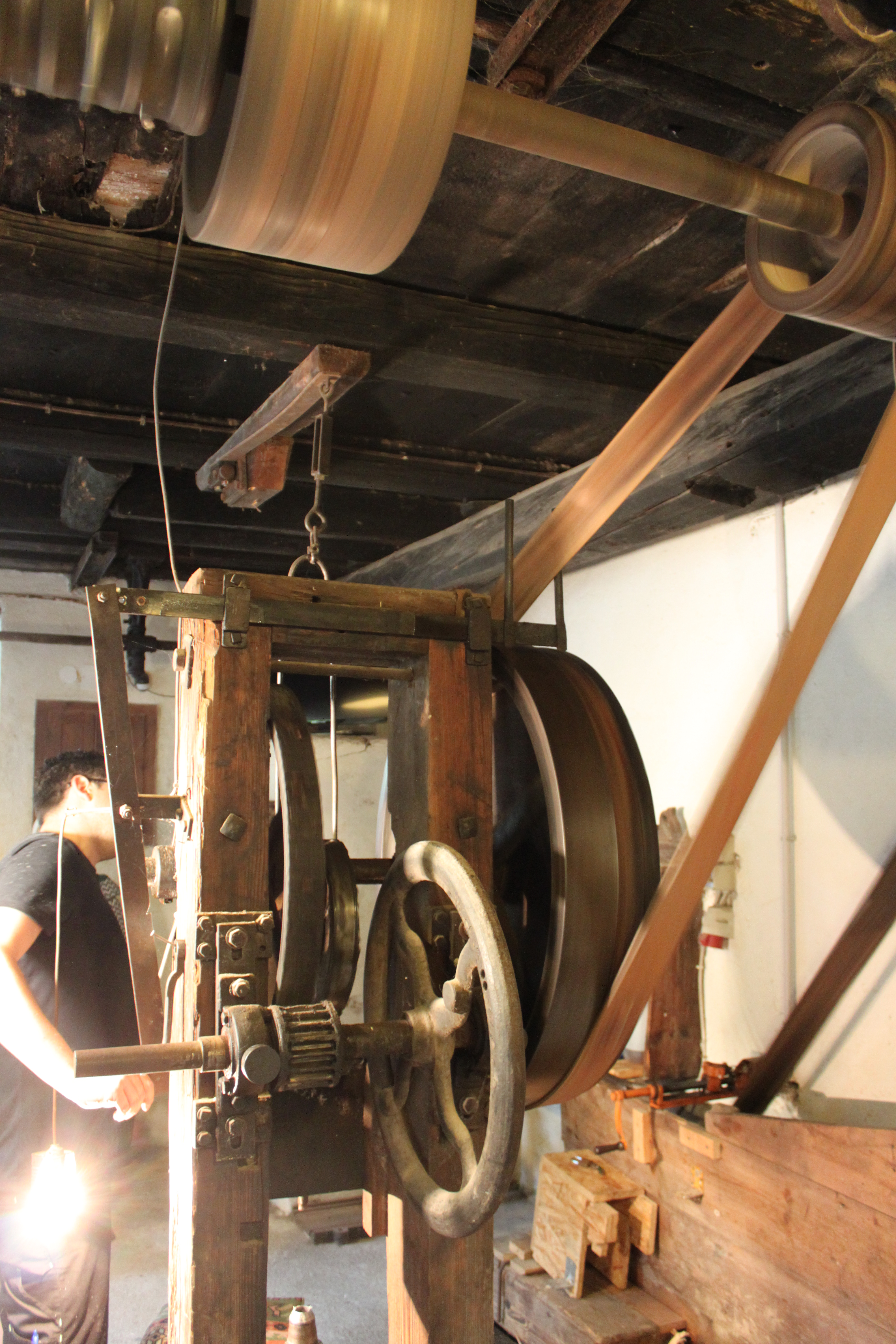
Raum Eins im Erdgeschoß, Kraft auf die Stanze durch verschieben des Riemens
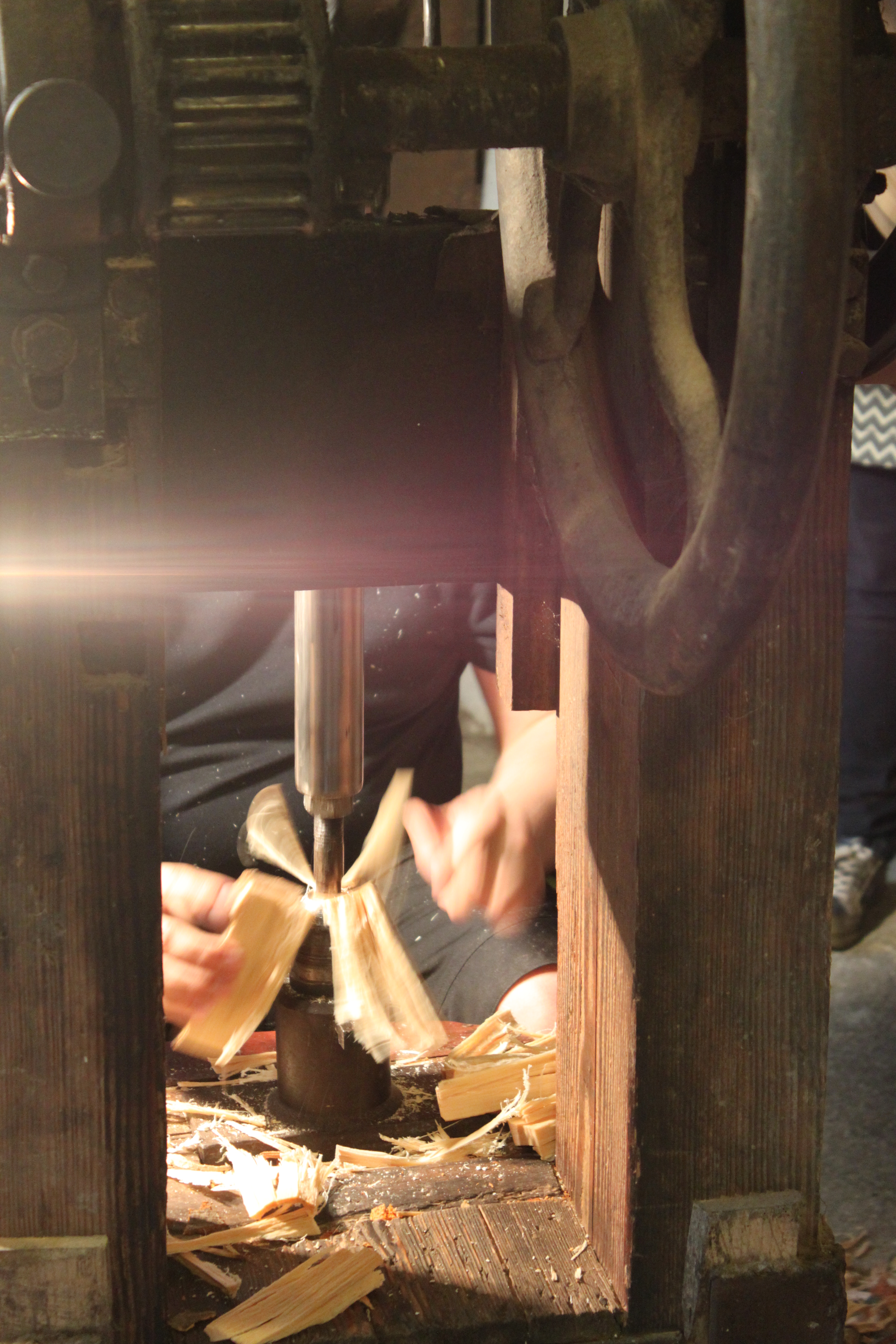
Raum Eins im Erdgeschoß, Stanzung des runden Rohlings
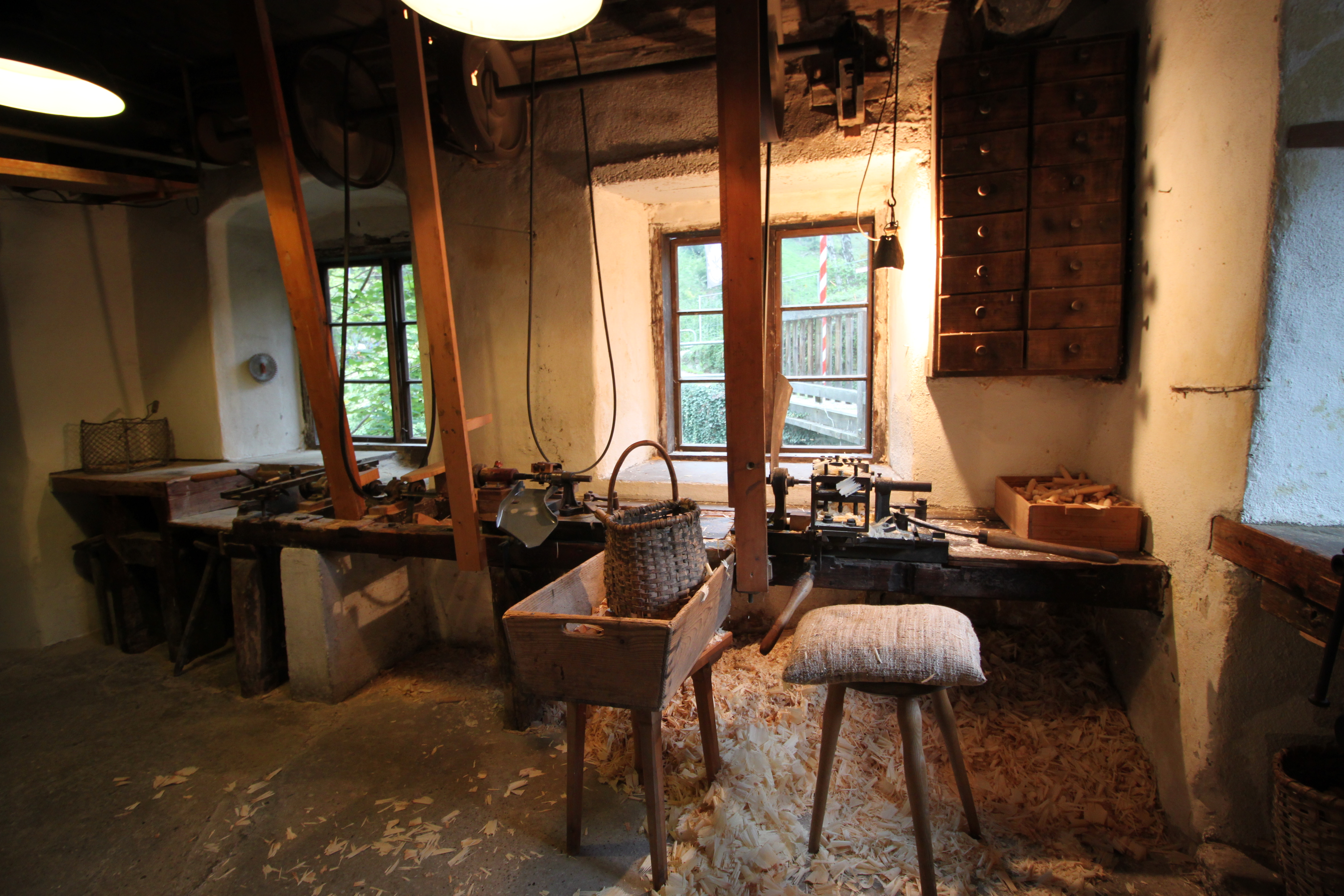
Raum Zwei im Erdgeschoß, Werkbank, Drechseln, Einschneiden, Ablängen der Griffe
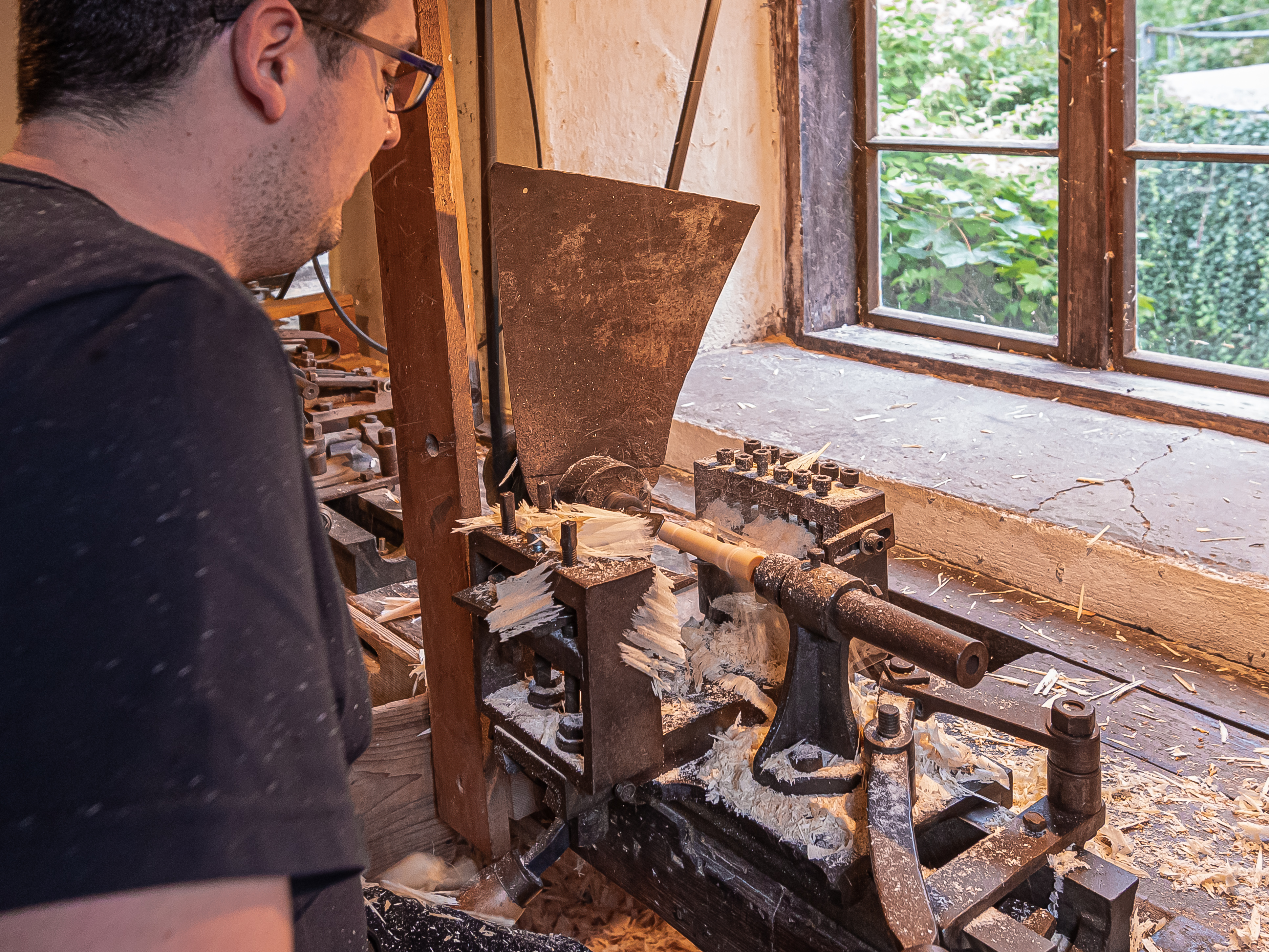
Raum Zwei im Erdgeschoß, drechseln des Rohling von hinten
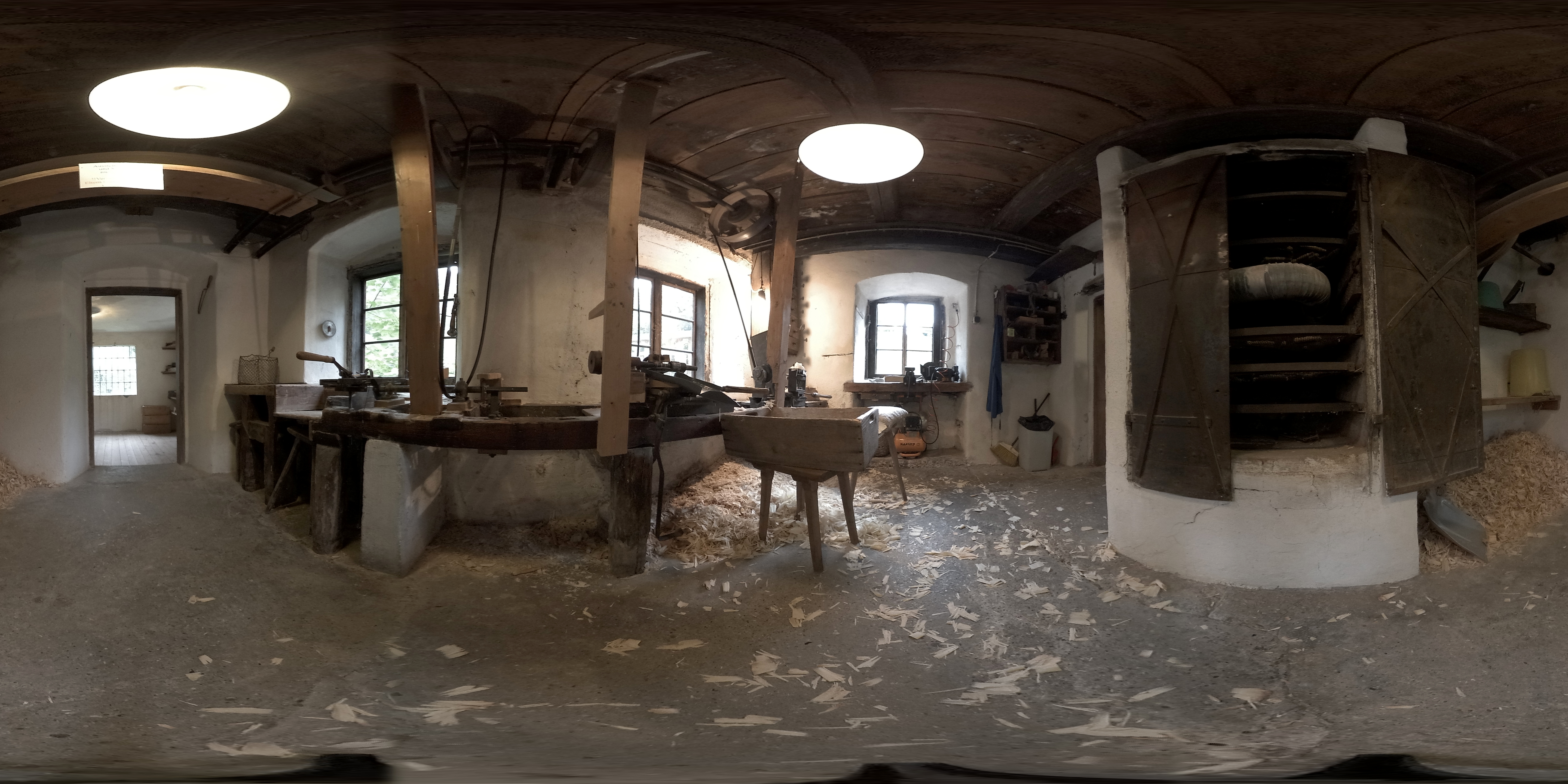
Raum Zwei im Erdgeschoß, Trocknung der gedrechselten Griffe in einer Trocknungskammer mit zwei Eisentüren
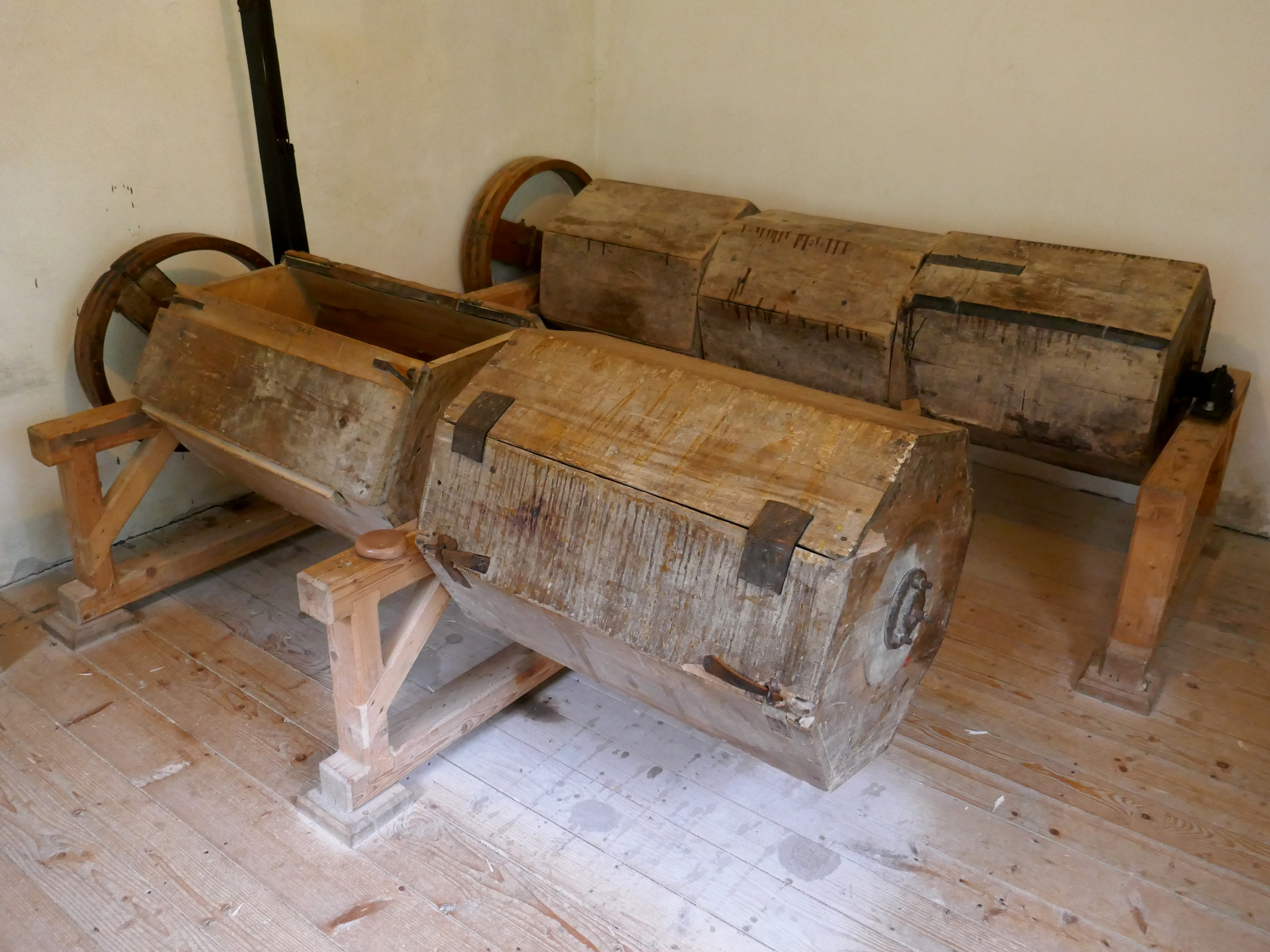
Raum Drei im Erdgeschoß, Polieren und Einwachsen der getrockneten Griffe in rotierenden Kammern
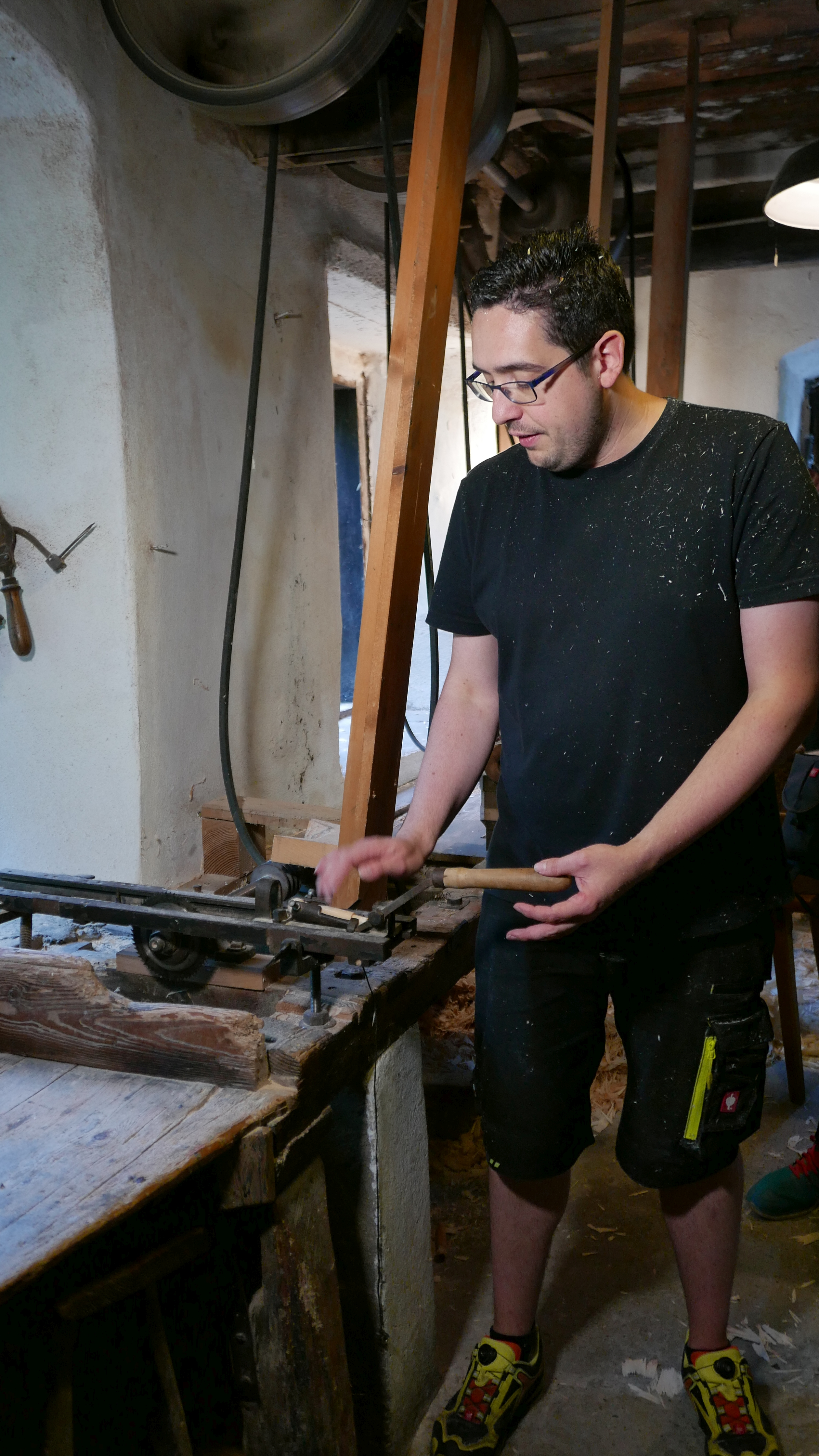
Raum Zwei im Erdgeschoß, Einschneiden des Griffes für die Aufnahme des Messers
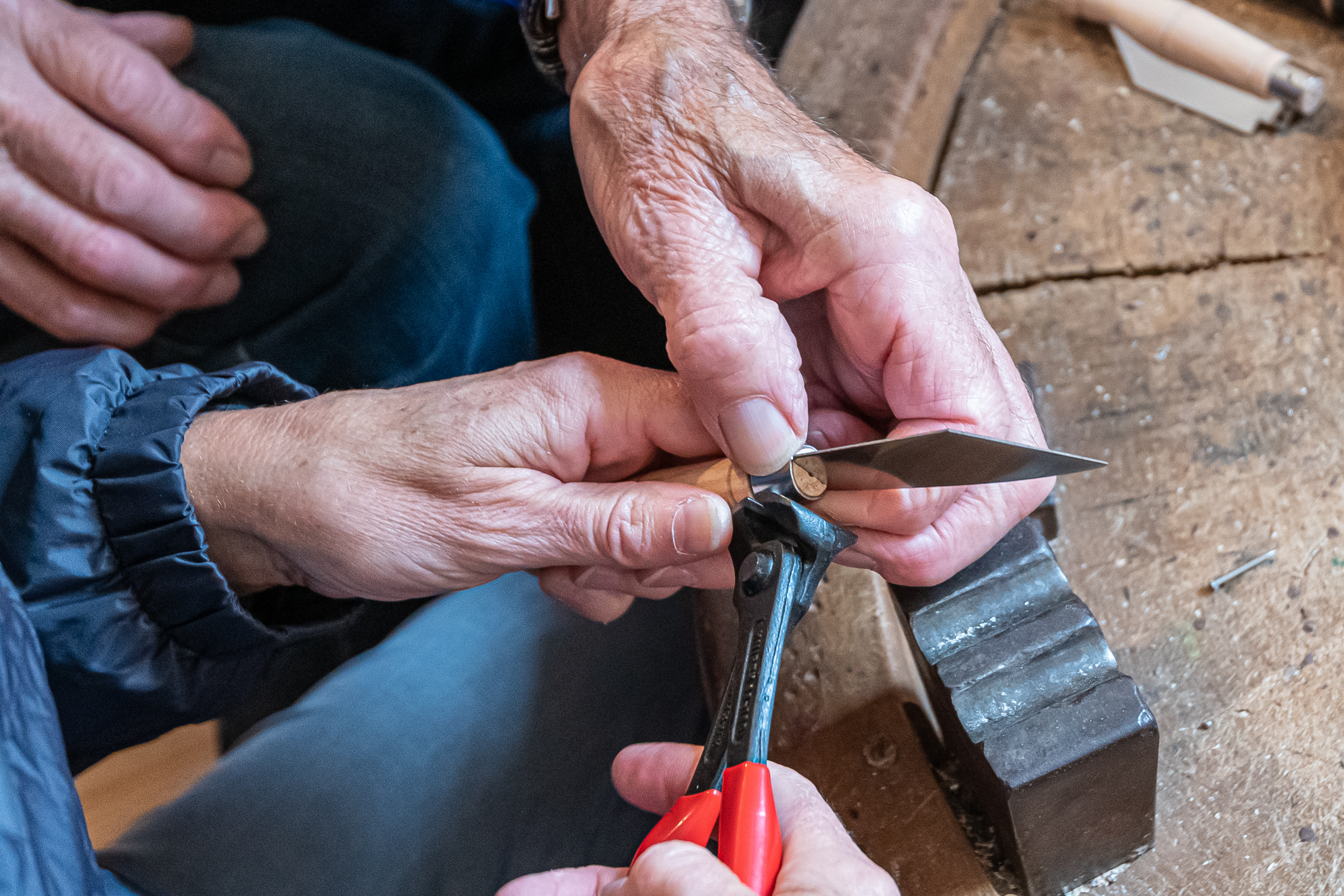
Raum im Obergeschoß, Zusammenbau des Feitels